# Mary Hart
Pour les articles homonymes, voir Hart.
Mary Hart est une actrice américaine, née le 8 novembre 1950  à Sioux Falls, dans le Dakota du Sud (États-Unis).

## Biographie
Mary Hart a été l'animatrice de l'émission Entertainment Tonight qu'elle a présentée de 1982 à 2011.

## Filmographie
- 1989 : Great Circuses of the World (série TV) : Hostess
- 1993 : Hollyrock-a-Bye Baby (TV) : Mary Hartstone (voix)
- 2001 : Jimmy Neutron, un garçon génial (Jimmy Neutron: Boy Genius) : Newscaster (voix)
- 2003 : Marci X : Mary Hart
- 2014: Baby Daddy (TV): elle-même